# Marketing lateralny
Marketing lateralny – proces, który zastosowany w działalności produkcyjnej lub usługowej prowadzi do opracowania nowych, innowacyjnych produktów uwzględniających nowe potrzeby, klientów docelowych oraz okoliczności (miejsce, czas, sytuacje i zastosowania).
Marketing lateralny wykorzystuje obszary możliwości odrzuconych przez marketing pionowy w trakcie kreowania nowego produktu. Marketing lateralny stara się wyszukać nowe okazje w odrzuconych potrzebach – nowych użytecznościach produktu podstawowego, w nowych klientach jak również nowych okolicznościach. Przez okoliczności rozumiemy czas, miejsce czy też sytuację korzystania z produktu. Marketing lateralny co widzimy na powyższym schemacie pozwala na rozszerzenie rynku docelowego.

## Proces marketingu lateralnego
- Wybór produktu
- Wybór przedmiotu uwagi
- Generowanie luki
- Generowanie połączeń – wypełnianie luki

Przy wyborze produktu, którego chcemy poddać modyfikacji, musimy zdecydować się na jedną z dwóch możliwości:
- produkt który dostarczamy już na rynek – by stał się produktem atrakcyjniejszym i zdobył nowych klientów
- produkt konkurencyjny – który przeszkadza nam obecnie w generowaniu wyższych przychodów

Po wyborze produktu musimy się zdecydować na wybór przedmiotu uwagi, co oznacza poziom na którym nastąpi przemieszczenie lateralne. Możemy zdecydować się na:
- poziom rynku
- poziom produktu
- poziom pozostałych narzędzi marketingowych (cena, dystrybucja, promocja)

Na poziomie rynku nasza modyfikacja może obejmować użyteczność lub potrzebę (dlaczego?), konsumenta (kto?) oraz okoliczności (kiedy, gdzie, z kim?). Przykładem modyfikacji na poziomie rynku może być rower poruszający się po ulicy chcemy przekształcić w poruszający się na wodzie (rower wodny). Na poziomie produktu wyszukujemy konkretne rozwiązanie (co?) które chcemy przekształcić. Doskonały przykładem wprowadzenia modyfikacji na poziomie produktu jest cukierek na patyku – czyli dzisiejszy lizak. Modyfikacja na poziomie narzędzi marketingowych odpowiada na pytanie w jaki sposób będziemy sprzedawać nasz produkt. Przykładem, modyfikacji na poziomie ceny jest telefonia komórkowa a dokładniej wprowadzenie zamiast stałej taryfy minutowej bądź impulsowej - naliczania sekundowego. Zazwyczaj na poziomie rynku oraz produktu mamy największe możliwości stworzenia nowej kategorii. Na poziomie narzędzi marketingowych tworzona zazwyczaj jest podkategoria produktu istniejącego. Prowadząc proces marketingu lateralnego możemy wybrać tylko jeden z poziomów przekształcenia lateralnego. Powodem jest to, iż doprowadzić do braku połączeń czyli lateralnych przemieszczeń musimy stworzyć lukę przez przemieszczenie jednego poziomu oraz zostawienie pozostałych w stanie niezmienionym.
Kolejnym krokiem w procesie marketingu lateralnego jest stworzenie luki. Jest to podstawa marketingu lateralnego, jeśli nie ma luki w naszym myśleniu oznacza to, iż stosujemy marketing pionowy. Jedynym sposobem wygenerowania luki jest przerwanie toku logicznego myślenia.
Jest sześć możliwości utworzenia luki:
- substytucja
- inwersja
- kombinacja
- przesada
- eliminacja
- przestawienie

Przykłady wygenerowania luki na poziomie rynku:
- substytucja sytuacji – pizza w domu zamiast w pizzerii
- inwersja okoliczności – wysłanie kwiatów gdy para się pokłóci
- kombinacja klientów docelowych – szampan dla dorosłych i dla dzieci
- przesada w użyteczności (w górę) - rzeczy które się nigdy nie zużywają
- eliminacja użyteczności – telefon który nie działa (ale jest ozdobą)
- przestawienie użyteczności – książka tworzona przez czytelników

Kolejny krok polega na dokonaniu połączenia i wypełnieniu powstałej luki. Dokonujemy tego przez jedną z trzech możliwości oceny wartości:
- prześledzenie procesu zakupu,
- wydobycie tego, co pozytywne w naszym produkcie
- wyszukanie odpowiednich okoliczności skorzystania z „nowego” produktu.

## Wdrażanie
Firma, która stosuje lub chce stosować marketing lateralny musi być firmą innowacyjną, by to osiągnąć zgodnie z modelem Gary’ego Hamela, przedsiębiorstwo powinno stosować trzy systemy kreujące innowacyjność:
- rynek pomysłów – rozumiany jako system aktywnego zabiegania o nowe pomysły, ich zbierania, oceny i archiwizacji odrzuconych pomysłów,
- rynek środków finansowych – środki finansowe przeznaczone na badanie potencjalnej przydatności nowych produktów oraz na szkolenia i zachęcanie pracowników do stosowania marketingu lateralnego,
- rynek talentów – oparty na wyszukiwaniu i zatrudnianiu ludzi mających zdolności niezbędne do opracowania najlepszych pomysłów, badaczy rynku, inżynierów czy wdrożeniowców.

Tak przygotowana firma - kreatywna i innowacyjna ma szanse na zapewnienie sobie zysków w przyszłości. Ma możliwość stworzenia produktu lateralnego czyli takiej modyfikacji istniejącego produktu, która została wygenerowana poza rynkiem. Przekształca go się w ten sposób, by spełniał nowe potrzeby czy też potrzeby nowych klientów lub był wykorzystany w nowych okolicznościach. Zaletą tego produktu jest to, że zamiast przechwytywania części obecnego rynku – tworzy ona nowy rynek. Ukształtowanie tej nowej gałęzi marketingu znalazło swe odzwierciedlenie w pomysłach marketingowych z ostatnich lat. Produkty takie jak batony zbożowe, sklepy na stacjach benzynowych, mrożona pizza, czy choćby Kinder - niespodzianka to przecież największe hity, które odniosły sukces a co za tym idzie przyniosły firmom duże zyski. 
Przykładów produktów lateralnych na dzisiejszym rynku:
- Telefon komórkowy = telefon + aparat
- Kafejka internetowa = kawiarnia + internet
- Urządzenie wielofunkcyjne = drukarka +[skaner + fax
- GPS = mapa + przewodnik